# Thamnomys
Thamnomys — рід пацюків Старого Світу зі Східної Центральної Африки — з прикордонних районів Демократичної Республіки Конго, Уганди, Руанди та Бурунді.

## Морфологічні особливості
Довжина голови й тулуба становить від 12 до 16 сантиметрів, довжина хвоста — від 16 до 22 сантиметрів, вага — від 50 до 100 грамів. Хутро часто довге і м'яке, воно забарвлене на спині від рудувато-коричневого до темно-коричневого, а живіт білувато-сірий. Довгий хвіст волохатий.

## Спосіб життя
Ці гризуни зустрічаються лише в гірських лісах. Вони ведуть нічний спосіб життя і сплять у саморобних гніздах з листя, які будують у порожнистих стовбурах дерев. Ймовірно, вони живуть самотньо. Їхній раціон складається з листя і насіння.